# Рухот
Рухот (алб. Ruhot) је насељено место у општини Пећ, на Косову и Метохији. Према попису становништва из 2011. у насељу је живело 512 становника.

## Историја
Сада албанско село у Хвосну, удаљено 14 км источно од Пећи. Назив села долази од личног имена Рухота, које се помиње у Дубровнику у XIII веку. Поред сеоског пута у југозападном делу села, у старом, напуштеном гробљу исељених Срба, са југозападне стране култног храста, старог неколико векова, у овалном улегнућу тла, оцртавају се остаци старе православне цркве. У бечком Државном архиву чува се спис на немачком језику да у селу Рухоту 1876. године Албанци убише проту Стефана са три пратиоца, пошто су им претходно одсекли десне руке.

## Становништво
Према попису из 2011. године, Рухот има следећи етнички састав становништва:
| Националност | 2011.        |
| Албанци      | 512 (100,0%) |
| Укупно       | 512          |

| Демографија | Демографија | Демографија |
| Година      | Становника  | Становника  |
| ----------- | ----------- | ----------- |
| 1948.       | 502         |             |
| 1953.       | 515         |             |
| 1961.       | 550         |             |
| 1971.       | 703         |             |
| 1981.       | 782         |             |
| 1991.       | 722         |             |
| 2011.       | 512         |             |